# بریجید هوگان
بریجید ال.ام. هوگان (به انگلیسی: Brigid L. M. Hogan) یک زیست‌شناس رشد انگلیسی است که به‌دلیل مشارکت‌هایش در توسعه فناوری و تحقیقات در زمینه سلول‌های بنیادی و تراریخته شناخته می‌شود. او در حال حاضر استاد گروه زیست‌شناسی سلولی در دانشگاه دوک است و از سال ۲۰۰ یک شهروند آمریکایی محسوب می‌شود.